# Parafia Podwyższenia Krzyża Świętego w Gorzowie Wielkopolskim
Parafia Podwyższenia Krzyża Świętego w Gorzowie Wielkopolskim – rzymskokatolicka parafia, położona w dekanacie Gorzów Wielkopolski – Katedra, diecezji zielonogórsko-gorzowskiej, metropolii szczecińsko-kamieńskiej w Polsce, erygowana 27 sierpnia 1856. Jest to najstarsza w mieście katolicka parafia.

## Proboszczowie
- ks. prałat Rafał Zięciak (2002–2025)[1]
- ks. Tomasz Trębacz (2025–)[2]